# Grenlandski rukometni savez
Grenlandski rukometni savez (na inuktitutu: Kalaalit Nunaanni Assammik Arsartartut Kattuffiat, danski: Grønlands Håndbold forbund je krovna organizacija grenlandskog rukometa, u kojoj su okupljeni grenlandski rukometni klubovi.
Obnaša dužnosti organiziranja državnih natjecanja i međunarodnih susreta grenlandskog rukometnog predstavništva.
Utemeljena je 11. svibnja 1974.
Članom je Grenlandskog športskog saveza.

## Vanjske poveznice
- Službene stranice